# Сожжение библиотеки в Джафне

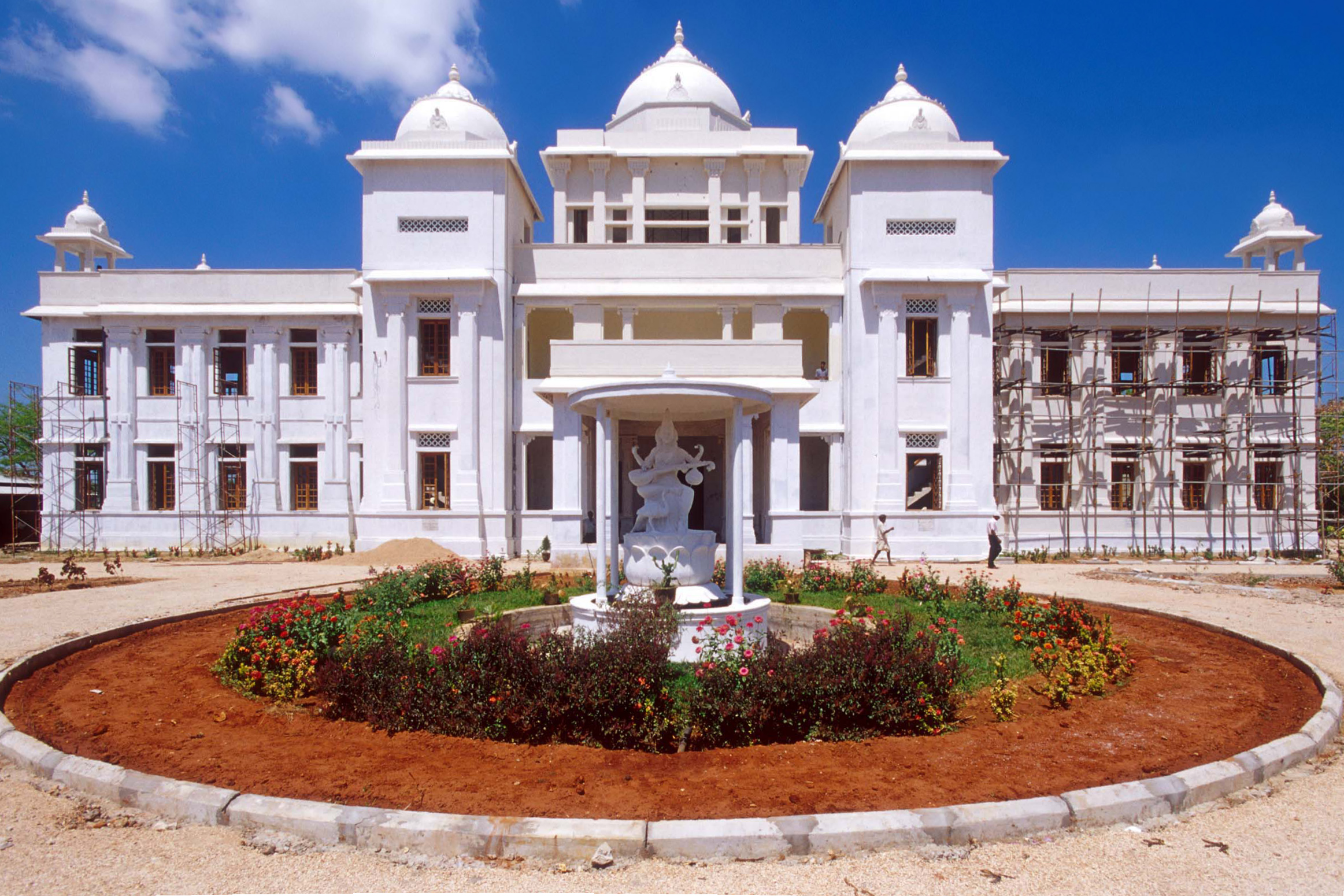
Публичная библиотека Джафны, отстроенная заново после пожара. Сохранено сгоревшее крыло старой библиотеки. Перед библиотекой стоит статуя богини Сарасвати, индуистской богини знания

Сожжение библиотеки в Джафне (там. யாழ் பொது நூலகம் எரிப்பு, Yāḻ potu nūlakam erippu) было одним из важных событий, приведших к гражданской войне в Шри-Ланке. Организованные сингальскими фанатиками буйные толпы в ходе ночных волнений с 31 мая по 2 июня 1981 года сожгли публичную библиотеку в городе Джафна. Это был один из самых жестоких примеров сожжения книг на этнической почве в XX веке. На момент своего разрушения, библиотека была одной из крупнейших в Азии, насчитывая свыше 97 000 различных книг и манускриптов.

## Предыстория
Библиотека формировалась в несколько этапов, появившись в качестве скромной частной коллекции в 1933 году. Вскоре с помощью местных жителей она стала полноценной библиотекой. Библиотека стала также местом хранения архивных материалов, манускриптов на пальмовых листьях, газет, опубликованных за сотни лет на полуострове, оригиналов и копий исторических документов, важных с точки зрения противоречивой местной политической истории. В связи с этим библиотека стала местом большого исторического и символического значения для местного тамильского меньшинства.
Первое крыло библиотеки, построенной в индо-сарацинском стиле, было открыто в 1959 году. Знаменитый индийский библиотекарь Ш. Р. Ранганатан выступил в качестве советника, обеспечив соответствие библиотеки международным стандартам. Библиотека стала местной гордостью, ею пользовались исследователи из Индии и других стран.

## Беспорядки и сожжение
В субботу 31 мая 1981 года Тамильский Объединённый Фронт Освобождения (ТОФО), популярная региональная демократическая партия, вызвала беспорядки, в ходе которых один сингальский полицейский был ранен и два убиты. Этой же ночью полиция и ополченцы начали погром, длившийся три дня. Были полностью разрушены местный индуистский храм, главный офис партии ТОФО и здание местной газеты Ееланааду. Статуи тамильских культурных и религиозных деятелей были разрушены или обезглавлены. Четыре человека были вытащены из своих домов и убиты.
Ночью 31 мая, согласно свидетельству многочисленных очевидцев, полиция и поддерживаемое правительством ополчение подожгли публичную библиотеку Джафны и полностью её разрушили, вместе со всеми хранившимся в ней культурными ценностями. Среди уничтоженного были, в частности, рукописи и труды философа Ананда Кумарасвами.
Проведённое в 1984 году журналистское расследование показало, что в момент трагических событий в городе присутствовало несколько высокопоставленных офицеров службы безопасности и два министра кабинета.

## Реакция
Два министра, бывшие свидетелями разрушительных событий, заявили, что этот инцидент был «несчастным случаем, когда несколько полицейских напились и устроили массовые грабежи». Национальные газеты не уделили произошедшему внимания, а в последовавших за тем парламентских дебатах некоторые сингальские депутаты говорили своим тамильским коллегам, что если тамилы не счастливы в Шри-Ланке, они могут уехать на свою родину в Индию. Буквально высказывание одного из членов Объединённой Национальной Партии звучало следующим образом:
Если в этой стране, не являющейся их [тамилов] родиной, есть дискриминация, тогда зачем им здесь оставаться. Почему не вернуться домой [в Индию] где не будет дискриминации. Там ваши ковилы и боги. Там ваша культура, образование, университеты и т.д. Вы хозяева своей судьбы.У. Дж. М. Локубандара, речь в шри-ланкийском парламенте, июль 1981.
Для тамилов разрушение библиотеки стало символом «физического и духовного насилия» экстремистского большинства. Эта атака стала ударом по их надеждам и стремлениям, стремлениям к знаниям и академическим достижениям. Инцидент способствовал мобилизации тамильских радикалов, сделав неизбежной самоубийственную гражданскую войну.